# Liste d'élections en 1818
Chronologie des élections
- 1814
- 1815
- 1816
- 1817
- 1818
- 1819
- 1820
- 1821
- 1822

Cet article recense les élections organisées durant l'année 1818.

En ce début de XIXe siècle, peu de pays organisent des élections nationales. Dans la deuxième moitié des années 1810, seuls le Royaume-Uni, les États-Unis, la France et la Norvège procèdent à des élections régulières, toutes au suffrage censitaire masculin. 

## Élections nationales en 1818
| Date                         | État        | Élection ou référendum                    | Contexte | Résultat |
| ---------------------------- | ----------- | ----------------------------------------- | --- | --- |
| août 1817 - 28 février 1818  | Norvège     | Générales (en)                            | | Tous les députés sont élus sans étiquette. |
| juin - juillet               | Royaume-Uni | Législatives                              | | Les partisans du gouvernement tory (conservateur) conservent leur majorité à la Chambre des communes. Robert Jenkinson, comte de Liverpool, demeure Premier ministre. |
| octobre                      | Chili       | Référendum constitutionnel                | À la suite de la déclaration d'indépendance du pays en février, le « Directeur suprême » Bernardo O'Higgins soumet aux habitants une Constitution provisoire qui fait du pays un régime autoritaire sous sa direction. | La Constitution est officiellement approuvée par la population. En janvier 1823, toutefois, O'Higgins est destitué par un coup d'État militaire.                      |
| 26 avril 1818 - 12 août 1819 | États-Unis  | Législatives (chambre (en) et sénat (en)) | | Voir l'article : Liste d'élections en 1819. |

## Élections en subdivisions nationales en 1818
Cette section concerne les élections législatives dans un État fédéré, une subdivision territoriale ou une colonie d'un État souverain, ainsi que leurs principaux référendums.
| Date              | Subdivision | État                     | Élection ou référendum | Contexte                                                    | Résultat |
| ----------------- | ----------- | ------------------------ | ---------------------- | ----------------------------------------------------------- | --- |
| janvier - février | Nassau      | Confédération germanique | Législatives (de)      | Premières élections, seulement quelques électeurs éligibles | Cette section est vide, insuffisamment détaillée ou incomplète. Votre aide est la bienvenue ! Comment faire ? |
| 2 - 25 décembre   | Bavière     | Confédération germanique | Législatives (de)      | Premières élections                                         | Cette section est vide, insuffisamment détaillée ou incomplète. Votre aide est la bienvenue ! Comment faire ? |